# 朝日レントゲン工業
朝日レントゲン工業（あさひレントゲンこうぎょう）は、京都府京都市南区に本社を置く、精密機器、医療機器の製造、販売をおこなう企業。

## 概要
歯科用を中心とするX線撮影装置、デジタル画像情報ソフト、非破壊X線検査装置の開発・製造・販売の会社。 最先端技術を結集し次代に対応する高付加価値な機器を開発する研究・開発型企業。

## 事業内容
医用機器
デジタルX線システム、CTスキャナシステムのような医用画像診断機器や歯科技工用の加工機を提供している。

## 沿革
- 1956年 - 兵庫県尼崎市で設立
- 1964年 - 京都市南区の久世工業団地へ移転
- 1969年 - 国内初の歯科用パノラマX線撮影装置「AX-3」の開発
- 1987年 - 多軌道パノラマX線撮影装置「オート1000」が通産省のグッドデザイン商品に選定
- 1998年 - ISO9001、EN46001 認証取得
- 1998年 - 歯科用CTのPSR9000Nが開発された（薬事法認証取得は2004年）
- 1999年 - 総合デジタルX線画像処理システム「ADR」の開発
- 2001年 - 京都府知事指定中小企業モデル工場に認定
- 2006年 - 経済産業省中小企業庁の「元気なモノ作り中小企業300社」に選定
- 2010年 - デジタル画像情報ソフト「NEO PREMIUM」が2010年度グッドデザイン賞を受賞
- 2012年 - アーム型X線CT診断装置「AUGE Series」が財団法人京都産業21選定中小企業技術大賞を受賞
- 2013年 - オールインハウスCAD/CAMシステム「ceramill」発売
- 2014年 - アーム型X線CT診断装置「AUGE Series」が近畿地方発明表彰「中小企業庁長官奨励賞」を受賞
- 2015年 - 骨粗鬆症判読支援 画像処理プログラム「NEOOSTEO」が第27回中小企業優秀新技術・新製品賞を受賞
- 2016年 - 設立60周年を迎え、朝日レントゲン・ブランドマークをリニューアル
- 2021年 - 京都市オスカー認定